# 小米13
小米13是小米集团于北京时间2022年12月11日19时30分许在中国北京小米科技园发布的智能手机系列，是小米手机数字系列的第十二代机型系列，包括小米13和小米13 Pro两款机型。这一系列又于2023年2月26日在西班牙马德里发布了小米13 Lite，随后在同年4月18日，在中国北京小米科技园发布了这一系列中定位于专业影像的高阶机型小米13 Ultra，至此小米13系列已有4款机型被推出。
其中，小米13 Lite是小米于2022年9月27日在中国北京发布的小米Civi 2的海外市场版本。

## 发布
2022年11月28日，小米集团在微博等社交媒体官宣，将于2022年12月1日19时在北京举行小米13系列 & MIUI 14新品发布会，但相关预热信息进行至2022年11月30日15时许，由于新华社公布了中华人民共和国前国家领导人江泽民逝世的讣告，小米集团随后宣布小米13系列的新品发布推迟举行。国家哀悼期结束后，2022年12月8日9时，小米集团宣布小米13系列的新品发布会改至2022年12月11日晚举行，并将在发布会上同场发布MIUI的新版操作系统固件MIUI 14以及小米迷你主机等产品。
四个月后，2023年4月18日，小米在北京小米科技园发布了小米13的高阶机型小米13 Ultra，并与小米平板6系列等新品同场发布。

## 硬件
小米13系列维持了前代小米12S系列的两大一小双尺寸机型的设置，其中小米13采用直面屏幕、直角中框、四边收弧背板的设计，小米13 Pro则采用曲面屏幕、上下切直左右收弧以及四曲面背板设计，小米13 Ultra则沿用了小米12S Ultra的曲面屏幕、素皮机身以及大面积圆形镜头组设计。三款机型正面均采用了居中开孔式屏下摄像头，除小米13 Ultra外，背面均采用了黑色正方形镜头饰板设计。小米13及小米13 Pro后置均搭载了三枚摄像头组成的传感器镜组，而小米13 Ultra则为四颗摄像头组成的镜头组。三者均搭载了高通公司研发、台积电生产的第二代骁龙8移动平台。

### 外观
不同于小米12系列全系采用的曲面屏幕，小米13系列在其基础版本上采用了直面屏幕的设计，而进阶款机型小米13 Pro则依旧采用两侧收弧的曲面屏幕设计。基础版本的四周采用亮面抛光的直边中框，并极度收窄了显示边界与机身轮廓间的边框宽度，使其屏占比更高；进阶款机型则依旧沿用小米12 Pro的屏幕边缘设计，但四周工艺由磨砂喷镀改为亮面抛光，同时效仿小米11系列的处理方式，将机身顶部和底部改为削平，从而增加机身的视觉精致感。机身边框右侧从上至下布置音量调节键及开关机键，底部从左至右分别为SIM卡托架、USB Type-C接口、主麦克风及主扬声器，机身左侧不设有任何开孔，顶部则布置了两枚降噪麦克风、扬声器出声孔以及红外发射端口。
小米13系列背部均采用正方形的镜头区域设计，居于机身背部左上角。其中小米13主摄像传感器居于镜头区域左上角，小米13 Pro的主摄像传感器则居于镜头区域左下角，两款机型的正方形中心均设有两条银色装饰线，以表达对小米12系列设计理念的继承。镜头区域右下方则设有LEICA字样及镜组相关光学参数，并在字样下方设置有LED补光灯；小米13及小米13 Pro在竖向装饰线右侧布置有环境光感应传感器，并作黑化处理，小米13 Pro另在右上角传感器开孔的下方设有激光对焦模块，以感应被摄物体至机身的距离。机身背部左下角竖向设置XIAOMI品牌字样，背板材质则根据机型的不同，提供有玻璃、素皮以及陶瓷三种材质可选。其中小米13可选玻璃及素皮，小米13 Pro可选陶瓷及素皮。
小米13有黑色、白色、旷野绿色三款玻璃背板款式以及远山蓝一款素皮后盖款式可选，此外另推出了五款主打鲜艳配色的限量定制色，分别为烈焰红、宝石蓝、水泥灰、飓风黄和丛林绿；小米13 Pro则提供了黑色、白色和旷野绿色三款陶瓷背板款式以及远山蓝一款素皮后盖款式可选，其中素皮后盖款式和白色陶瓷后盖款式仅在12GB RAM的售卖版本中提供。

### 屏幕
小米13及小米13 Pro均采用了由三星显示提供的第六代(E6)基材的AMOLED显示屏，小米13 Ultra则采用了由华星光电供应的C7基材的AMOLED显示屏，三者长宽比例均为20:9。其中小米13的屏幕尺寸为6.36英寸（对角线，下同），分辨率为2400×1080；小米13 Pro及小米13 Ultra的屏幕尺寸则达到了6.73英寸，分辨率达到了3200×1440，与前代小米12 Pro、12S Pro及12S Ultra相同。三者均支持120Hz的屏幕刷新率、最高240Hz的触控采样率以及最高1100nit的激发亮度，小米13 Pro更是搭载了经过技术改进的LTPO技术，可随屏幕内容的变化即时变换屏幕刷新率。

### 芯片及存储
小米13全系采用了第二代的骁龙8处理器（即骁龙8 Gen 2，部件代号SM8550-AB），为台积电4nm工艺制程，CPU部分由1颗最高主频为3.2GHz的大核心、4颗最高主频为2.8GHz的中核心以及4颗最高主频为2.0GHz的小核心组成，GPU部分则采用了最高主频为680MHz的Adreno 740，同时集成支持双卡5G驻网的X70基带。
存储方面，小米13系列在SoC上方封装了8GB（不含小米13 Ultra）、12GB或16GB（仅小米13 Ultra）的LPDDR5X规格的RAM，全系均提供有128GB（不含小米13 Ultra）、256GB、512GB或1TB（仅小米13 Ultra）的存储容量可选，规格均为UFS4.0。

### 影像系统
小米13及小米13 Pro均搭载了三枚影像传感器，其中小米13采用了5400万像素的主摄像传感器，搭配1000万像素的长焦传感器以及1200万像素的广角传感器，搭载与徕卡联合调试的影像。主摄像传感器在拍摄时通过裁去部分边缘像素以实现5000万的有效像素数量，默认模式下使用1250万像素进行拍摄；小米13 Pro则采用了5000万像素的主摄像传感器，搭配5000万像素的长焦传感器以及5000万像素的广角传感器，其中长焦传感器为特制的可动镜组，可在一颗传感器上具备长焦拍摄及微距拍摄两种拍摄功能。
二者的主摄像传感器及长焦传感器均支持OIS光学防抖，默认均支持0.6x、1x、2x及3.2x的光学焦段。

### 其他功能
充电方面，小米13支持基于小米Mi Turbo Charge协议的最高67W功率的有线充电（20V 3.25A MAX），小米13 Pro支持基于小米Mi Turbo Charge协议的最高120W功率的有线充电（20V 6A MAX），小米13 Ultra则支持基于小米Mi Turbo Charge协议的最高90W功率的有线充电（20V 4.5A MAX）。全系均支持50W功率的无线充电以及最高10W功率的反向无线充电。
此外，小米13 Pro及小米13 Ultra在主板电源模块内搭载了两颗由小米自研、上海南芯代工生产的电源管理芯片澎湃P2（部件编码暂未公开），可为小米13 Pro提供高功率电流输入。全系均在电池部件中加入了澎湃G1电源管理芯片，可实时监控电池状态。
音响系统方面，全系均搭载了立体声双扬声器，其中上扬声器规格为1014B，下扬声器规格为1115K，均由瑞声提供。
近距离通信方面，两者均支持蓝牙5.3、多功能NFC以及红外遥控功能，可使用遥控类APP对支持红外控制的电器设备进行控制。

### 技术规格
| 参数及功能项\机型    | 参数及功能项\机型    | 小米13                                                                              | 小米13 Pro                                                                  | 小米13 Ultra                                                                       |
| -------------------- | -------------------- | ----------------------------------------------------------------------------------- | --------------------------------------------------------------------------- | ---------------------------------------------------------------------------------- |
| 代号                 | 代号                 | fuxi                                                                                | nvwa                                                                        | Ishtar                                                                             |
| 尺寸（长/宽/厚，mm） | 尺寸（长/宽/厚，mm） | 152.8×71.5×7.98（玻璃）/ 8.1（PU）                                                  | 162.9×74.6×8.38（陶瓷） / 8.7（PU）                                         | 163.18×74.64×9.06                                                                  |
| 重量（g）            | 重量（g）            | 189（玻璃） / 185（PU）                                                             | 229（陶瓷） / 210（PU）                                                     | 227                                                                                |
| 屏幕                 | 屏幕                 | 6.36英寸 20:9比例 2400×1080 三星显示 E6 AMOLED屏幕 支持用户自定义及软件自适应刷新率 | 6.73英寸 20:9比例 3200×1440 三星AMOLED屏幕 支持用户自定义及软件自适应刷新率 | 6.73英寸 20:9比例 3200×1440 华星光电C7 AMOLED屏幕 支持用户自定义及软件自适应刷新率 |
| 前置摄像头           | 前置摄像头           | 3200万像素（豪威OV32C） 正上方屏幕内挖孔布置                                        | 3200万像素（豪威OV32C） 正上方屏幕内挖孔布置                                | 3200万像素（豪威OV32C） 正上方屏幕内挖孔布置                                       |
| 后置摄像模组         | 主摄                 | 5400万像素（索尼IMX800，有效5000万像素） 支持OIS+EIS防抖                            | 5000万像素（索尼IMX989） 支持OIS+EIS防抖及F1.9、F4.0两档光圈                | 5000万像素（索尼IMX989） 支持OIS+EIS防抖及F1.9、F4.0两档光圈                       |
| 后置摄像模组         | 广角                 | 1200万像素 (豪威OV13B10)                                                            | 5000万像素（三星电子S5KJN1）                                                | 5000万像素（索尼IMX858）                                                           |
| 后置摄像模组         | 长焦                 | 1000万像素（三星电子S5K3K1）                                                        | 5000万像素（三星电子S5KJN1） 支持长焦模式及长焦微距模式，支持OIS+EIS防抖    | 5000万像素（索尼IMX858） 支持OIS防抖                                               |
| 后置摄像模组         | 潜望长焦             | --                                                                                  | --                                                                          | 5000万像素（索尼IMX858） 支持OIS防抖                                               |
| 芯片平台             | 芯片平台             | 高通骁龙8 Gen 2 （SM8550）                                                          | 高通骁龙8 Gen 2 （SM8550）                                                  | 高通骁龙8 Gen 2 （SM8550）                                                         |
| 支持网络             | 支持网络             | GSM/WCDMA/TDD/FDD/5G NR（SA/NSA）                                                   | GSM/WCDMA/TDD/FDD/5G NR（SA/NSA）                                           | GSM/WCDMA/TDD/FDD/5G NR（SA/NSA）                                                  |
| 运行内存（RAM）      | 运行内存（RAM）      | 8GB/12GB LPDDR5x 4266MHz                                                            | 8GB/12GB LPDDR5x 4266MHz                                                    | 12GB/16GB LPDDR5x 4266MHz                                                          |
| 闪存存储（ROM）      | 闪存存储（ROM）      | 128GB/256GB/512GB UFS 4.0                                                           | 128GB/256GB/512GB UFS 4.0                                                   | 256GB/512GB/1TB UFS 4.0                                                            |
| 记忆卡扩展           | 记忆卡扩展           | 不支持                                                                              | 不支持                                                                      | 不支持                                                                             |
| 充电功率             | 充电功率             | 支持Mi Turbo Charge协议的67W有线充电及50W无线充电                                   | 支持Mi Turbo Charge协议的120W有线充电及50W无线充电                          | 支持Mi Turbo Charge协议的90W有线充电及50W无线充电                                  |
| 电池容量（mAh）      | 电池容量（mAh）      | 4500                                                                                | 4820                                                                        | 5000                                                                               |
| 多功能NFC            | 多功能NFC            | 支持                                                                                | 支持                                                                        | 支持                                                                               |
| 声响                 | 声响                 | 支持USB Type-C标准输出输入接口的模拟/数字音频设备 立体声双扬声器                    | 支持USB Type-C标准输出输入接口的模拟/数字音频设备 立体声双扬声器            | 支持USB Type-C标准输出输入接口的模拟/数字音频设备 立体声双扬声器                   |
| 数据传输             | 蓝牙                 | 蓝牙5.3                                                                             | 蓝牙5.3                                                                     | 蓝牙5.3                                                                            |
| 数据传输             | 无线网络             | Wi-Fi 802.11a/b/g/n/ac/ax（2.4和5GHz）                                              | Wi-Fi 802.11a/b/g/n/ac/ax（2.4和5GHz）                                      | Wi-Fi 802.11a/b/g/n/ac/ax（2.4和5GHz）                                             |
| 数据传输             | 数据接口             | USB Type-C（USB 2.0）                                                               | USB Type-C（USB 2.0）                                                       | USB Type-C（USB 3.2 Gen1）                                                         |
| 红外遥控             | 红外遥控             | 支持                                                                                | 支持                                                                        | 支持                                                                               |
| 安全识别方式         | 安全识别方式         | 2D人脸识别+屏下指纹识别                                                             | 2D人脸识别+屏下指纹识别                                                     | 2D人脸识别+屏下指纹识别                                                            |
| 机身材质             | 机身材质             | 抛光铝合金中框 康宁玻璃/PU后盖                                                      | 抛光铝合金中框 氧化锆陶瓷/PU后盖                                            | 铝合金中框 康宁玻璃后盖                                                            |

## 软件
小米13全系出厂搭载基于Android 13的MIUI 14操作系统，二者均可通过系统更新升级至后续版本。

## 销售
小米13系列在中国大陆地区提供的销售版本及售价如下：
- 小米13提供8GB RAM/128GB ROM、8GB RAM/256GB ROM、12GB RAM/256GB ROM、12GB RAM/512GB ROM四个存储组合版本可选，售价分别为3999、4299、4599和4999元人民币[5]。其中8GB RAM/128GB ROM版本仅有黑色可选，并仅在线上销售；

- 小米13 Pro提供8GB RAM/128GB ROM、8GB RAM/256GB ROM、12GB RAM/256GB ROM、12GB RAM/512GB ROM四个存储组合版本可选，售价分别为4999、5399、5799和6299元人民币[13]。其中8GB RAM/128GB ROM版本仅有黑色可选，并仅在线上销售；8GB RAM/256GB ROM仅有黑色和绿色可选。
- 小米13 Ultra提供12GB RAM/256GB ROM、16GB RAM/512GB ROM以及16GB RAM/1TB ROM三个存储组合版本可选，售价分别为5999、6499及7299元人民币，此外另有星空蓝、赤霞橙、银杏黄三款定制色，定制色款式仅有16GB RAM/512GB ROM一种存储组合版本。

小米13及小米13 Pro均于北京时间2022年12月11日晚21时30分在全渠道开启定金预售，北京时间2022年12月14日10时全渠道正式开售；小米13 Ultra则于2023年4月18日21时30分在全渠道开启定金预售，2023年4月21日上午10时全渠道正式开售。